# Герби муніципалітетів Македонії
Це галерея гербів муніципалітетів в Македонії.

## Герби

Аеродром
Арачиново
Берово
Битола
Богданці
Боговинє
Босилово
Брвеница
Бутел
Валандово
Василево
Вевчани
Велес
Виниця
Врапчиште
Гази-Баба
Гевгелія
Гостивар
Градсько
Дебар
Дебарця
Делчево
Демир-Капія
Демир-Хисар
Дойран
Долнени
Горче-Петров
Желино
Зелениково
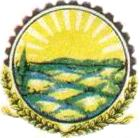
Зрновці
Ілинден
Єгуновце
Кавадарці
Карбинці
Карпош
Кисела Вода
Кичево
Конче
Кочани
Кратово
Крива Паланка
Кривогаштани
Крушево
Куманово
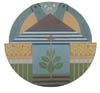
Липково
Лозово
Маврово и Ростуша
Македонський Брод
Македонська Камениця
Могила
Неготино
Новаці
Ново Село
Охрид
Петровець
Пехчево
Пласниця
Прилеп
Пробиштип
Радовиш
Ранковце
Ресен
Росоман
Сарай
Светий Николе
Сопиште
Старо Нагоричане
Струга
Струмиця
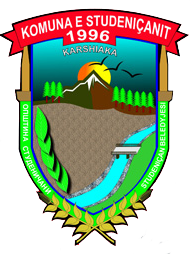
Студеничани
Теарце
Тетово
Центар-Жупа
Чаїр
Чашка
Чешиново-Облешево
Чучер-Сандево
Штип
Шуто-Оризарі

## Колишні герби нинішніх муніципалітетів

Аеродром
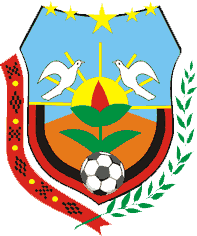
Арачиново
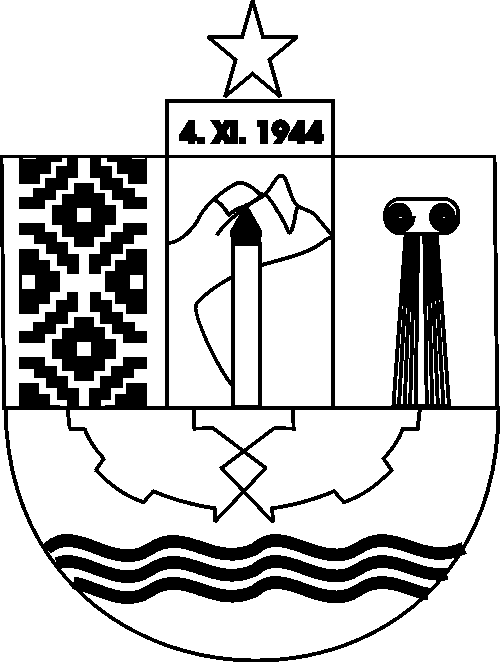
Битола
Врапчиште
Демир-Хисар
Кисела Вода
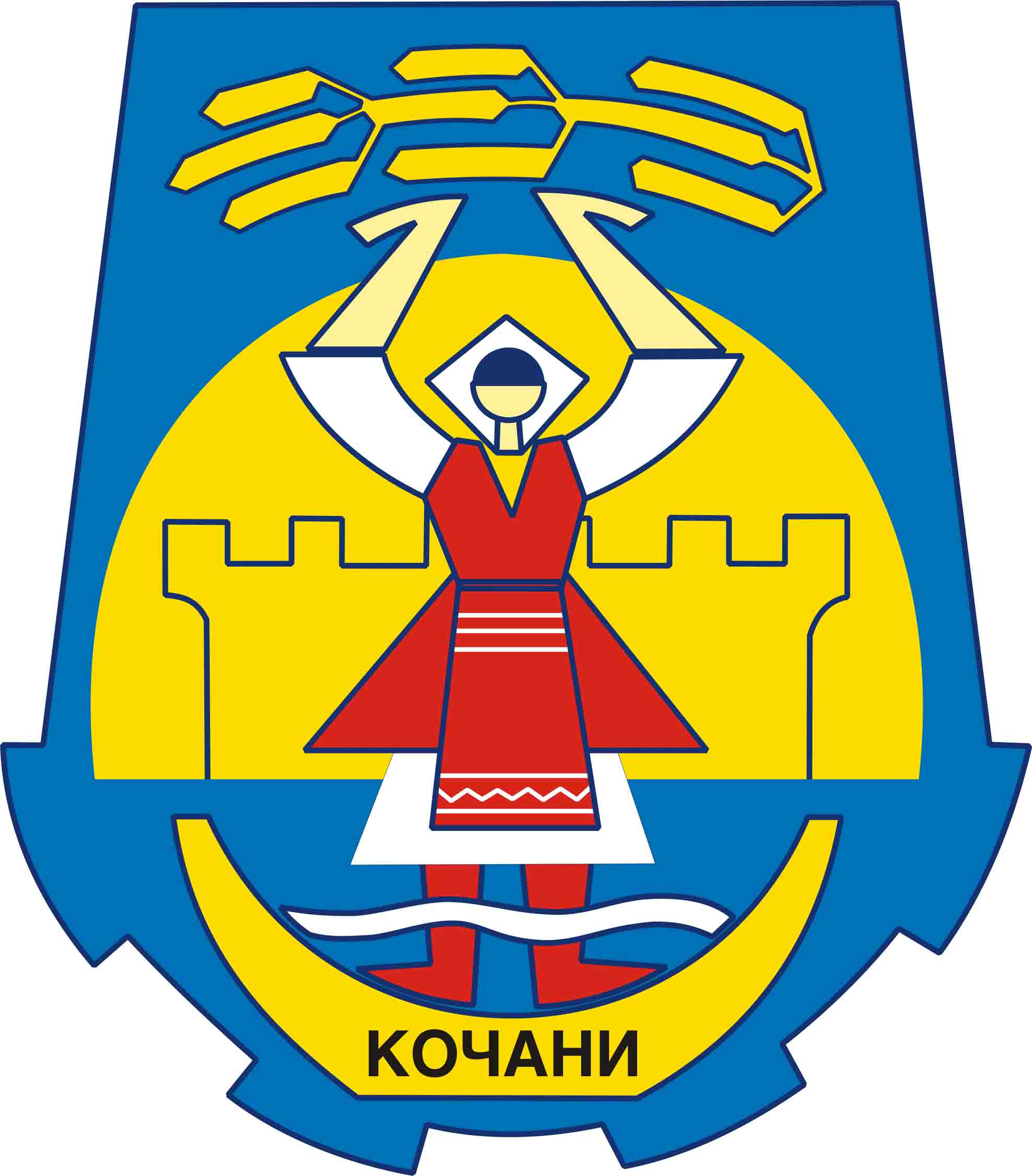
Кочани
Македонський Брод
Ново Село
Охрид
Радовиш
Свєтий Николе
Чаїр

## Колишні муніципалітети

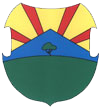
Баха
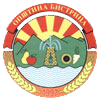
Бистриця
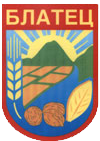
Блатек
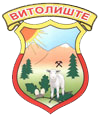
Вітолісте
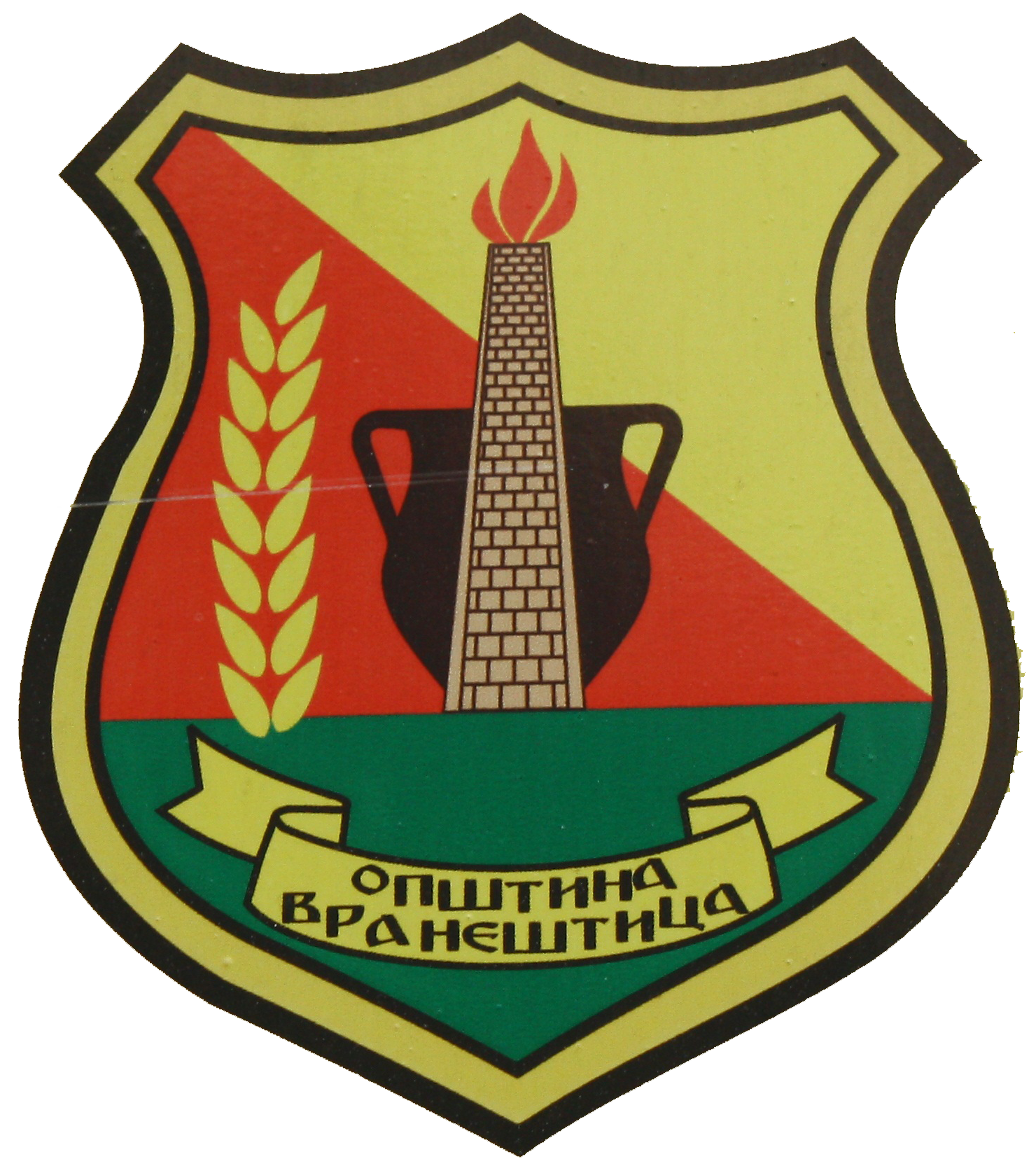
Вранестика
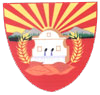
Добрушево
Другово
Заяс
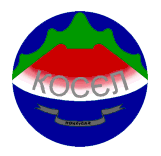
Косель
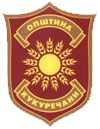
Кукуречани
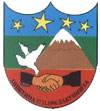
Лабуніста
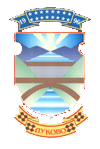
Луково
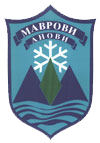
Маврові Анові
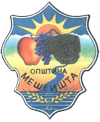
Месейста
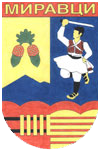
Міравці
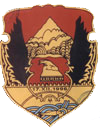
Неготіно Полог
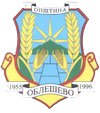
Облешево
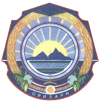
Орізарі
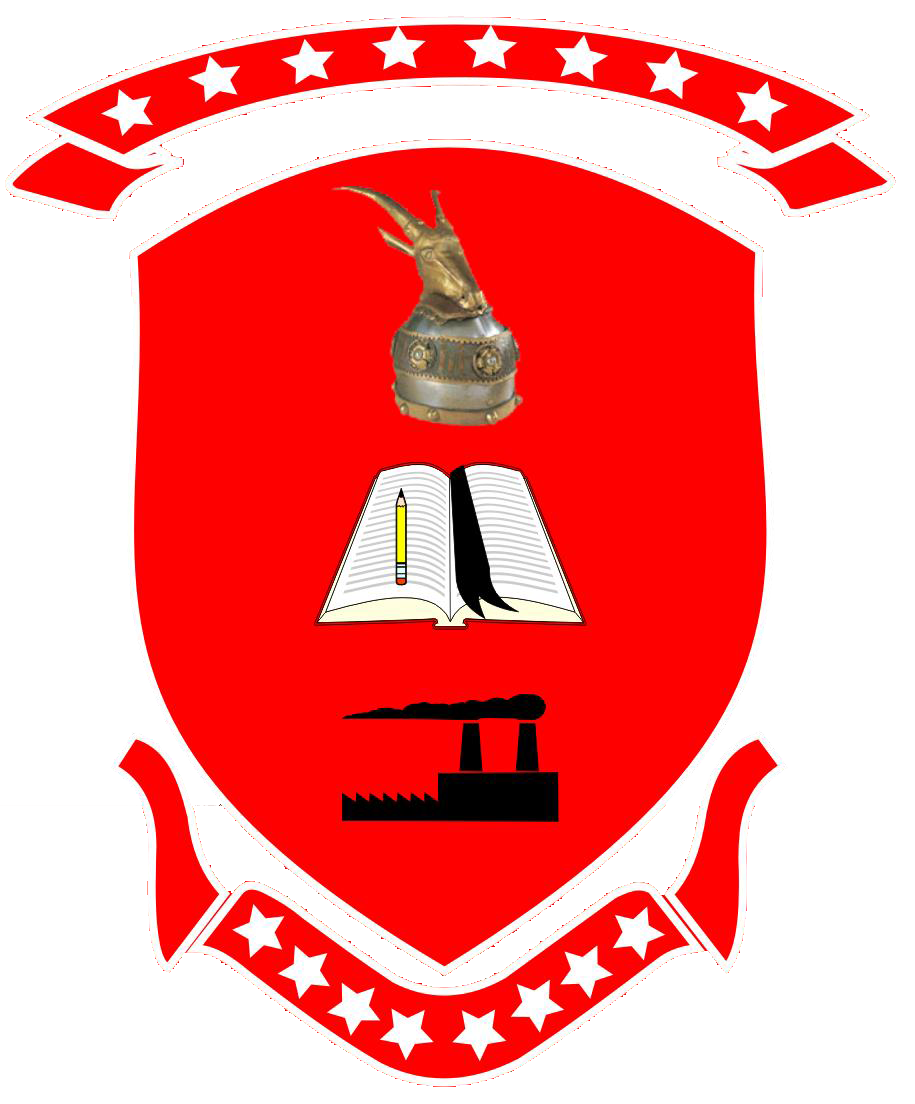
Осломей
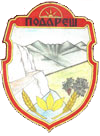
Подарес
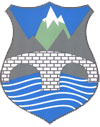
Ростузе
Самокова
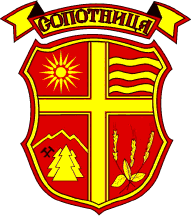
Сопотниця
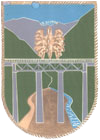
Србіново
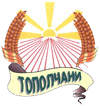
Тополчани
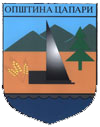
Капарі
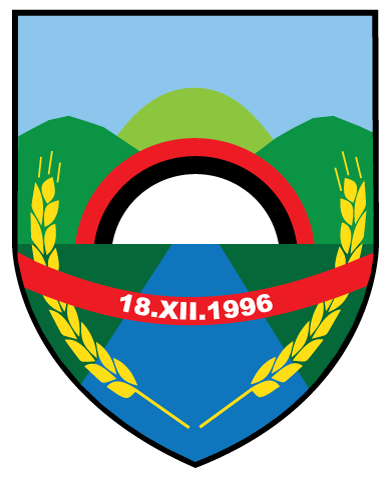
Чегране
Чшиново
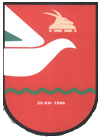
Джепчисте
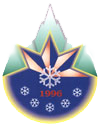
Шипковиця

## Пов’язані
- Герб Македонії
- Прапор Македонії
- Муніципалітети в Македонії
- Список прапорів муніципалітетів Македонії

## Зовнішні посилання
- Герби із супутниковими антенами, святими та фабричними димоходами [Архівовано 5 листопада 2020 у Wayback Machine.]